# Бідняк Григорій Прокопович
Григо́рій Проко́пович Бідня́к (*21 березня 1933 - 18 липня 2020, Марганець) — український поет. Заслужений працівник культури України.

## Етапи біографії
Народився 21 березня 1933 р. в місті Марганець Дніпропетровської області.
1933 рік — рік страшного голодомору в Україні. Після закінчення Марганецької ЗШ № 5 працював піонервожатим, виховатилем у школі фабрично-заводського навчання. Писати поезії та друкуватися почав ще в шкільні роки, за що дуже вдячний вчительці української мови.
Учасник війни. Був генеральним директором видавництв ЗАТ «Дніпро» та «Поліграфіст».
Помер 18 липня 2020 року в місті Марганець. Похований, як і заповідав, в селищі Городище.

## Творчий доробок
Автор поетичних збірок «Слово для спраглих», «З Україною в серці», «В стражданні та любові», «Молитва перед іконою України», «99 елегій і одне життя», «Прийде час», «Під стягами волі», «Місто скарбів», «Вербовий край», «Біль», «Якби ми власний розум мали», роману «Вінчальна ікона», книжок для дітей «Шахтарчата», «Літечко», «Мова світанкова», «Вивчаємо мову».

## Освіта
Навчався у Львівському поліграфічному інституті. Закінчив філологічний факультет Дніпропетровського державного університету. Працював директором Марганецької та Бердянської друкарень, Дніпропетровського видавництва «Поліграфіст», згодом — видавничо-поліграфічного підприємства «Дніпро». Засновник та головний редактор газети «Літературне Придніпров'я», театру поезії «Весна».

## Почесні звання
Отримав звання Почесний громадянин м. Марганця (2001). Нагороджений Почесною відзнакою Міністра культури та мистецтв України «За досягнення в розвитку культури і мистецтв» (2003). Заслужений діяч культури України. Лауреат премії ім. П.Кононенка (2011).
Член Національної Спілки письменників України (з 1994 року).